# South Canon Bridge
Die South Canon Bridge ist eine Fachwerk-Fußgängerbrücke, die den Colorado River in der Nähe von Glenwood Springs, Colorado, überspannt. 1985 wurde sie in das National Register of Historic Places aufgenommen (NRHP-Nummer: 85000212).
Sie wurde in den Jahren 1914–15 gebaut und hat eine Pennsylvania-Fachwerkkonstruktion mit 10 Feldern. Der Übergang ersetzte eine Fähre. Die Brücke wurde von der Missouri Valley Bridge and Iron Company für $9430 gebaut. Sie ist 190 Fuß (58 m) lang. Sie brachte die County Road 134 über den Colorado River etwa 4,6 Meilen (7,4 km) westlich von Glenwood Springs.
Die Straßenbrücke wurde durch eine Betonbalkenbrücke einige Meter flussabwärts ersetzt. Die Fachwerkbrücke wird heute als Fußgängerbrücke genutzt.